# Lionel Braham
Lionel Braham, född 1 april 1879 i Yorkshire i England, död 6 oktober 1947 i Hollywood, var en brittisk skådespelare.
Braham ligger begravd på Hollywood Forever Cemetery. Hans sista roll var Siward i filmen Macbeth som fick premiär 1948, året efter Braham dog.